# Shuichi Gonda
Shuichi Gonda (Tóquio, 3 de março de 1989) é um futebolista japonês que atua como goleiro. Atualmente defende o Debrecen.

## Carreira
Shuichi Gonda começou a carreira no F.C. Tokyo.

## Títulos
Seleção Japonesa
- Copa da Ásia: 2011
- Copa do Leste Asiático (1): 2013

F.C. Tokyo
- J. League 2 (1): 2011
- Copa do Imperador (1): 2011
- Copa da J. League (1): 2009
- Copa Suruga Bank  (1): 2010